# Nokia N85
Nokia N85 este un smartphone produs de corporația multinațională de origine finlandeză Nokia.